# Eredivisie de 1985–86
A Eredivisie de 1985–86 foi a 30ª edição do Campeonato Neerlandês de Futebol. O Ajax entra como atual campeão.

## Promovidos e Rebaixados
| Pos. | Rebaixados da Eredivisie de 1984–85 |
| ---- | ----------------------------------- |
| 16º  | Volendam                            |
| 17º  | NAC Breda                           |
| 18º  | Zwolle                              |

| Pos. | Promovidos da Eerste Divisie |
| ---- | ---------------------------- |
| 1º   | SC Heracles '74              |
| 2º   | VVV-Venlo                    |
| 7º   | NEC Nijmegen                 |

## Participantes

### Informação dos clubes
| Equipe          | Cidade           | Estádio (mando)    | Capacidade |
| --------------- | ---------------- | ------------------ | ---------- |
| Ajax            | Amsterdã         | Stadion De Meer    | 29.500     |
| AZ '67          | Alkmaar          | AFAS Stadion       | 17.023     |
| Den Bosch       | 's-Hertogenbosch | Stadion De Vliert  | 9.000      |
| Excelsior       | Roterdã          | Stadion Woudestein | 4.500      |
| Feyenoord       | Roterdã          | De Kuip            | 51.177     |
| Fortuna Sittard | Sittard          | De Baandert        | 20.000     |

## Classificação
| Pos | Equipes          | Pts | J  | V  | E  | D  | GM  | GS | SG  | Classificação ou rebaixamento         |
| --- | ---------------- | --- | -- | -- | -- | -- | --- | -- | --- | ------------------------------------- |
| 1   | PSV Eindhoven    | 60  | 34 | 27 | 6  | 1  | 100 | 22 | +78 | Taça dos Campeões Europeus            |
| 2   | Ajax             | 52  | 34 | 25 | 2  | 7  | 120 | 35 | +85 | Taça dos Clubes Vencedores de Taças   |
| 3   | Feyenoord        | 44  | 34 | 19 | 6  | 9  | 74  | 50 | +24 | Copa da UEFA                          |
| 4   | Groningen        | 40  | 34 | 17 | 6  | 11 | 57  | 40 | +17 | Copa da UEFA                          |
| 5   | Roda JC          | 39  | 34 | 16 | 7  | 11 | 76  | 51 | +25 |                                       |
| 6   | Den Bosch        | 37  | 34 | 13 | 11 | 10 | 50  | 41 | +9  |                                       |
| 7   | Sparta Rotterdam | 37  | 34 | 13 | 11 | 10 | 54  | 59 | –5  |                                       |
| 8   | Fortuna Sittard  | 34  | 34 | 11 | 12 | 11 | 47  | 47 | 0   |                                       |
| 9   | AZ '67           | 34  | 34 | 11 | 12 | 11 | 40  | 55 | –15 |                                       |
| 10  | Go Ahead Eagles  | 33  | 34 | 13 | 7  | 14 | 47  | 62 | –15 |                                       |
| 11  | Haarlem          | 32  | 34 | 10 | 12 | 12 | 48  | 47 | +1  |                                       |
| 12  | Utrecht          | 32  | 34 | 11 | 10 | 13 | 40  | 46 | –6  |                                       |
| 13  | VVV-Venlo        | 27  | 34 | 11 | 5  | 18 | 39  | 62 | –23 |                                       |
| 14  | Twente           | 27  | 34 | 8  | 11 | 15 | 36  | 69 | –33 |                                       |
| 15  | Excelsior        | 25  | 34 | 9  | 7  | 18 | 31  | 48 | –17 |                                       |
| 16  | MVV Maastricht   | 24  | 34 | 8  | 8  | 18 | 34  | 60 | –26 | Zona de rebaixamento à Eerste Divisie |
| 17  | NEC Nijmegen     | 23  | 34 | 9  | 5  | 20 | 33  | 59 | –26 | Zona de rebaixamento à Eerste Divisie |
| 18  | SC Heracles '74  | 12  | 34 | 3  | 6  | 25 | 26  | 99 | –73 | Zona de rebaixamento à Eerste Divisie |

## Confrontos
|                  | AJX | AZ  | DBO | EXC | FEY | FOR | GAE | GRO | HAA | HER | MVV | NEC | PSV | RJC | SPA | TWE | UTR | VVV |
| ---------------- | --- | --- | --- | --- | --- | --- | --- | --- | --- | --- | --- | --- | --- | --- | --- | --- | --- | --- |
| Ajax             | —   | 8–2 | 4–1 | 3–0 | 1–2 | 4–1 | 5–0 | 1–0 | 5–1 | 7–0 | 2–1 | 2–0 | 2–4 | 6–0 | 9–0 | 6–0 | 3–0 | 7–1 |
| AZ '67           | 1–2 | —   | 1–4 | 1–0 | 2–2 | 1–1 | 2–1 | 1–1 | 1–1 | 2–0 | 2–1 | 1–0 | 0–1 | 4–3 | 0–1 | 1–0 | 4–1 | 0–0 |
| Den Bosch '67    | 0–3 | 0–0 | —   | 0–0 | 1–1 | 2–2 | 1–0 | 1–0 | 3–0 | 4–0 | 4–3 | 2–0 | 2–0 | 2–2 | 0–0 | 2–1 | 1–1 | 4–0 |
| Excelsior        | 2–3 | 1–0 | 1–1 | —   | 2–1 | 3–0 | 0–1 | 1–2 | 0–0 | 3–0 | 1–0 | 3–0 | 0–1 | 0–1 | 1–3 | 2–2 | 0–1 | 0–0 |
| Feyenoord        | 3–1 | 3–4 | 1–1 | 2–1 | —   | 3–1 | 5–0 | 4–1 | 2–0 | 5–1 | 1–2 | 1–0 | 2–3 | 1–0 | 4–3 | 2–1 | 2–0 | 2–3 |
| Fortuna Sittard  | 1–4 | 1–1 | 0–2 | 3–0 | 1–1 | —   | 4–0 | 2–1 | 4–0 | 1–0 | 3–2 | 0–2 | 2–2 | 2–1 | 0–0 | 2–1 | 1–1 | 1–1 |
| Go Ahead Eagles  | 1–2 | 1–1 | 2–1 | 4–0 | 1–3 | 1–0 | —   | 2–1 | 0–0 | 2–2 | 3–1 | 3–1 | 1–3 | 3–1 | 0–0 | 3–3 | 4–3 | 2–1 |
| Groningen        | 2–1 | 1–0 | 1–0 | 2–0 | 4–1 | 3–0 | 3–1 | —   | 3–0 | 1–0 | 3–1 | 2–0 | 1–6 | 3–2 | 2–2 | 5–1 | 0–0 | 3–4 |
| Haarlem          | 1–2 | 2–3 | 4–1 | 2–3 | 1–1 | 0–0 | 2–1 | 0–3 | —   | 5–2 | 1–1 | 4–1 | 0–2 | 0–0 | 1–2 | 3–0 | 3–0 | 6–3 |
| SC Heracles '74  | 1–8 | 1–1 | 0–3 | 1–2 | 2–5 | 0–3 | 1–0 | 0–4 | 2–2 | —   | 0–2 | 2–2 | 0–2 | 1–8 | 0–0 | 0–0 | 2–3 | 0–2 |
| Maastricht       | 1–4 | 0–0 | 2–1 | 2–1 | 1–1 | 1–1 | 0–2 | 0–0 | 0–2 | 1–0 | —   | 0–1 | 0–6 | 1–1 | 4–2 | 0–0 | 2–1 | 3–1 |
| NEC Nijmegen     | 0–0 | 1–1 | 1–2 | 0–1 | 3–1 | 0–0 | 0–3 | 2–1 | 0–2 | 3–0 | 1–1 | —   | 2–5 | 1–2 | 1–0 | 0–2 | 1–2 | 1–0 |
| PSV Eindhoven    | 1–1 | 4–0 | 2–1 | 4–0 | 5–0 | 2–1 | 8–2 | 0–0 | 1–0 | 5–0 | 3–0 | 2–0 | —   | 5–0 | 1–1 | 4–0 | 1–1 | 3–0 |
| Roda JC          | 2–1 | 6–0 | 0–0 | 3–1 | 2–0 | 2–3 | 5–0 | 2–0 | 0–0 | 4–1 | 3–0 | 6–1 | 1–4 | —   | 2–0 | 5–0 | 3–3 | 3–1 |
| Sparta Rotterdam | 3–1 | 0–0 | 3–0 | 3–1 | 2–5 | 2–2 | 2–1 | 3–3 | 0–4 | 6–1 | 1–0 | 3–2 | 1–1 | 2–4 | —   | 2–0 | 3–2 | 1–3 |
| Twente           | 1–8 | 2–1 | 2–1 | 1–1 | 0–4 | 3–1 | 0–0 | 1–0 | 0–0 | 0–3 | 4–1 | 1–2 | 1–3 | 1–1 | 2–2 | —   | 2–1 | 1–0 |
| Utrecht          | 1–0 | 1–2 | 1–1 | 0–0 | 0–2 | 1–0 | 0–0 | 1–0 | 0–0 | 0–2 | 3–0 | 4–1 | 0–3 | 2–0 | 2–0 | 2–2 | —   | 2–0 |
| VVV-Venlo        | 1–4 | 4–0 | 3–1 | 1–0 | 0–1 | 0–3 | 1–2 | 0–1 | 1–1 | 3–1 | 1–0 | 0–3 | 0–3 | 2–1 | 0–1 | 1–1 | 1–0 | —   |

| Vitória do mandante; Vitória do visitante; Empate. | Em negrito os jogos clássicos. |

Fonte: 

## Desempenho
Clubes que lideraram o campeonato ao final de cada rodada:
| 1   | 2   | 3   | 4   | 5   | 6   | 7   | 8   | 9   | 10  | 11  | 12  | 13  | 14  | 15  | 16  | 17  | 18  | 19  | 20  | 21  | 22  | 23  | 24  | 25  | 26  | 27  | 28  | 29  | 30  | 31  | 32  | 33  | 34  |
| RJC | DBO | AJX | UTR | DBO | FEY | FEY | PSV | PSV | PSV | PSV | PSV | PSV | PSV | PSV | PSV | PSV | PSV | PSV | PSV | PSV | PSV | PSV | PSV | PSV | PSV | PSV | PSV | PSV | PSV | PSV | PSV | PSV | PSV |

## Estatísticas

### Artilheiros
| Pos. | Jogador          | Equipe           | Gols |
| ---- | ---------------- | ---------------- | ---- |
| 1    | Marco van Basten | Ajax             | 37   |
| 2    | Ruud Gullit      | PSV Eindhoven    | 24   |
| 3    | John Eriksen     | Feyenoord        | 22   |
| 3    | Peter Houtman    | Groningen        | 22   |
| 5    | John Linford     | Fortuna Sittard  | 20   |
| 5    | Hallvar Thoresen | PSV Eindhoven    | 20   |
| 7    | John Bosman      | Ajax             | 19   |
| 8    | Ronald Lengkeek  | Sparta Rotterdam | 17   |
| 8    | Martin van Geel  | Roda JC          | 17   |

### Hat-tricks
| Jogador           | Para             | Contra           | Resultado | Data                   | Ref. |
| ----------------- | ---------------- | ---------------- | --------- | ---------------------- | ---- |
| Marco van Basten5 | Ajax             | Heracles Almelo  | 8–1       | 15 de setembro de 1985 |      |
| Marco van Basten  | Ajax             | Roda JC          | 6–0       | 22 de setembro de 1985 |      |
| Rob McDonald4     | PSV Eindhoven    | Groningen        | 6–1       | 20 de outubro de 1985  |      |
| John Eriksen      | Feyenoord        | Sparta Rotterdam | 5–2       | 27 de outubro de 1985  |      |
| Marco van Basten6 | Ajax             | Sparta Rotterdam | 9–0       | 8 de dezembro de 1985  |      |
| Hans Gillhaus     | Den Bosch        | MVV Maastricht   | 4–3       | 8 de dezembro de 1985  |      |
| André Hoekstra    | Feyenoord        | Heracles Almelo  | 5–2       | 22 de dezembro de 1985 |      |
| John Bosman       | Ajax             | Heracles Almelo  | 7–0       | 9 de março de 1986     |      |
| Marco van Basten  | Ajax             | Heracles Almelo  | 7–0       | 9 de março de 1986     |      |
| Ronald Lengkeek   | Sparta Rotterdam | Heracles Almelo  | 6–1       | 29 de março de 1986    |      |
| Henk Grim         | NEC Nijmegen     | Feyenoord        | 3–0       | 9 de abril de 1986     |      |
| Peter Houtman     | Groningen        | Twente           | 5–1       | 20 de abril de 1986    |      |
| Ruud Gullit       | PSV Eindhoven    | Heracles Almelo  | 5–0       | 27 de abril de 1986    |      |
| Hallvar Thoresen  | PSV Eindhoven    | Go Ahead Eagles  | 8–2       | 10 de maio de 1986     |      |

4 Jogador marcou quatro gols

5 Jogador marcou cinco gols

6 Jogador marcou quatro gols